# 볼프강 킨들
볼프강 킨들(독일어: Wolfgang Kindl, 1988년 4월 18일~)은 오스트리아의 루지 선수이다. 올림픽에 4회 참가했고, 4번째 올림픽인 2022년 동계 올림픽에서 남자 1인승과 단체 계주 종목 은메달을 획득하였다.